# 國玉丸 (1940年)
國玉丸（くにたままる）は、かつて玉井商船が運行していた貨物船。日本陸軍により徴傭され、輸送任務中に撃沈された。
船名は、玉井商船が運行した船としては唯一のもの。

## 船歴
國玉丸は玉井商船から播磨造船所に発注され、1940年（昭和15年）3月24日、播磨造船所相生工場で建造番号297番船として起工。11月22日、進水。1941年（昭和16年）1月31日、同所で竣工。
10月10日、國玉丸は日本陸軍に徴用され、陸軍輸送船番号926番が付与され運航。
11月11日、在広州第二十三軍に対し、台湾から砂糖90トンを輸送。
1942年（昭和17年）4月2日、シンガポールで第二十三師団独立工兵第二十六連隊第二中隊第四小隊を乗船させ、モールメンへ輸送。
12月から第二十三軍杉浦支隊のアンボン、ミミカなど豪北方面への進出に従事。1943年（昭和18年）1月2日から5日にかけて、友鶴と初雁の護衛を受け、杉浦支隊をアンボンからアルー諸島へ輸送した。
2月18日、スラバヤで第五師団歩兵第十一連隊の一部を乗船させる。19日、海軍徴傭船台東丸（大阪商船、4,466トン）、桑山丸（山下汽船、5,724トン）他と共に船団を編制し、第1号駆潜艇の護衛を受け、アンボンへ向けスラバヤ発。21日、船団はサンゲアン島北5カイリの地点でアメリカ潜水艦スレッシャーの攻撃を受け、國玉丸の右舷に魚雷1本命中。國玉丸の右舷正横800mに位置していた桑山丸も被雷し、こちらは航行不能となった後、翌22日に再度の雷撃を受けて船体をへし折られて沈没した。國玉丸は桑山丸の遭難者368名を収容し、アンボンへ向かった。
11月4日、第4号掃海特務艇の護衛を受け、バボへ向けアンボン発。6日、バボ着。10日、アンボンへ向けバボ発。11日、ケラン水道北口でアメリカ潜水艦カペリンの攻撃を受け、船尾に被雷し沈没した。沈没の際、便乗者5名、船員4名が戦死した。生存者90名は、第4号掃海特務艇に収容された。同日解傭。